# Calviac-en-Périgord
Calviac-en-Périgord är en kommun i departementet Dordogne i regionen Nouvelle-Aquitaine i sydvästra Frankrike. Kommunen ligger i kantonen Carlux som tillhör arrondissementet Sarlat-la-Canéda. År 2022 hade Calviac-en-Périgord 541 invånare.

## Befolkningsutveckling
Antalet invånare i kommunen Calviac-en-Périgord
Referens:INSEE